# Palais des congrès (Bienne)
Pour les articles homonymes, voir Palais des congrès.
 (août 2022).
La mise en forme du texte ne suit pas les recommandations de Wikipédia : il faut le « wikifier ».
Les points d'amélioration suivants sont les cas les plus fréquents. Le détail des points à revoir est peut-être précisé sur la page de discussion.
- Les titres sont pré-formatés par le logiciel. Ils ne sont ni en capitales, ni en gras.
- Le texte ne doit pas être écrit en capitales (les noms de famille non plus), ni en gras, ni en italique, ni en « petit »…
- Le gras n'est utilisé que pour surligner le titre de l'article dans l'introduction, une seule fois.
- L'italique est rarement utilisé : mots en langue étrangère, titres d'œuvres, noms de bateaux, etc.
- Les citations ne sont pas en italique mais en corps de texte normal. Elles sont entourées par des guillemets français : « et ».
- Les listes à puces sont à éviter, des paragraphes rédigés étant largement préférés. Les tableaux sont à réserver à la présentation de données structurées (résultats, etc.).
- Les appels de note de bas de page (petits chiffres en exposant, introduits par l'outil «  Source ») sont à placer entre la fin de phrase et le point final[comme ça].
- Les liens internes (vers d'autres articles de Wikipédia) sont à choisir avec parcimonie. Créez des liens vers des articles approfondissant le sujet. Les termes génériques sans rapport avec le sujet sont à éviter, ainsi que les répétitions de liens vers un même terme.
- Les liens externes sont à placer uniquement dans une section « Liens externes », à la fin de l'article. Ces liens sont à choisir avec parcimonie suivant les règles définies. Si un lien sert de source à l'article, son insertion dans le texte est à faire par les notes de bas de page.
- La présentation des références doit suivre les conventions bibliographiques. Il est recommandé d'utiliser les modèles {{Ouvrage}}, {{Chapitre}}, {{Article}}, {{Lien web}} et/ou {{Bibliographie}}. Le mode d'édition visuel peut mettre en forme automatiquement les références.
- Insérer une infobox (cadre d'informations à droite) n'est pas obligatoire pour parachever la mise en page.

Pour une aide détaillée, merci de consulter Aide:Wikification.
Si vous pensez que ces points ont été résolus, vous pouvez retirer ce bandeau et améliorer la mise en forme d'un autre article.
 (mars 2025).
Motif : Pertinence
- Archive Wikiwix
- Bing
- Cairn
- DuckDuckGo
- E. Universalis
- Gallica
- Google
- G. Books
- G. News
- G. Scholar
- Persée
- Qwant
- (zh) Baidu
- (ru) Yandex
- (wd) trouver des œuvres sur Wikidata

| 1. | Préciser le motif de la pose du bandeau. | Précisez le motif de la pose du bandeau en utilisant la syntaxe suivante : {{admissibilité à vérifier\|date=mars 2025\|motif=remplacez ce texte par le motif}}                                   |
| 2. | Informer les utilisateurs concernés.     | Pensez à avertir le créateur de l'article, par exemple, en insérant le code ci-dessous sur sa page de discussion : {{subst:avertissement admissibilité à vérifier\|Palais des congrès (Bienne)}} |

 (août 2022).
Le Palais des Congrès est un bâtiment situé au centre de la ville suisse de Bienne. Il contient une salle de concert, diverses salles dédiées aux évènements, une piscine couverte à deux bassins, un centre de fitness et une place couverte.

## Historique

### Projet et construction
Le projet de construction du Palais du Congrès a émergé le 2 octobre 1905 dans un contexte d'engouement pour la construction d'un monument iconique dans la ville.
Durant les années suivantes, le projet stagne du fait de la guerre. Jusqu’au 20 novembre 1919 le projet n'est plus prioritaire pour la ville -qui se concentre sur d'autre projets- mais la construction d’un casino relance le débat. L’architecte M. Huser propose un projet de construction de grande envergure pouvant accueillir plus de 2 000 personnes, juste à côté du Musée Schwab, permettant de réponde à la forte demande immobilière. Le projet sera finalement abandonné au cours des mois suivants, laissant place à la rénovation de bâtiments culturels existants (théâtre de la ville, cinéma et autres centres culturels).
Malgré l'engouement populaire (manifestations et kermesses à l'effigie de cette future construction), le projet n'est pas financé et est à nouveau interrompu (par la seconde guerre mondiale) jusqu'en 1947,.
En 1953, une nouvelle version du projet immobilier est présentée, incluant des salles de concerts, des restaurants, un espace pour le jeu de quilles ainsi que des salles de divertissements. Le bâtiment est conçu pour accueillir jusqu'à 1 400 personnes. Le projet reçoit à nouveau des soutiens, mais son financement reste incertain en raison du coût d'achat du terrain, qui dépasse les 5 millions de francs suisses. La municipalité manifeste son intention d'investir et de financer une partie du terrain, envisageant une contribution pouvant atteindre 3 millions de francs suisses. Les sociétés locales se montrent également favorables à l'initiative, cependant, l'emplacement proposé suscite des divergences d'opinions,.
En 1956, le Conseil de la ville rejette le projet faute de parking et en raison d'un manque de financement.
Cette même année, un projet d’autoroute suspendue pour traverser Bienne apparait. L'idée sera suspendu jusqu’en 1980 avant que les négociations reprennent les années suivantes.
Les négociations reprennent rapidement et envisagent désormais l'agrandissement des espaces de loisirs ainsi que l'ajout d'une piscine couverte au bâtiment. Cette piscine avait été promise lors de la construction de l'École fédérale de sport à Macolin en 1944. Les sociétés biennoises expriment leur mécontentement face au manque constant d'espaces disponibles. Parallèlement, la ville poursuit son développement et sa diversification, rendant insuffisants les lieux culturels et de loisirs existants. L'idée d'étendre le projet pour y intégrer un complexe sportif et culturel d'envergure gagne en popularité au sein de la ville et suscite l'intérêt croissant des investisseurs locaux.
En 1959, après l’approbation du Conseil de ville, le peuple se dit favorable à la construction d’un nouveau centre sport et culturel (qui deviendra le Palais des Congrès) et pouvant abriter les sociétés Biennoises (qui deviendra la Maison-Tour). Avec 4 386 voix pour et 3 544 voix contre, le projet est approuvé 54 ans après,.
À la suite de cette approbation, l'architecte biennois Max Schlup (de) conçoit les plans du Palais des Congrès et de la Maison-Tour, dont l'architecture est très reconnaissable. La construction dure six années.
Le Palais des congrès est un bâtiment rassemblant plusieurs défis techniques : toit suspendu (un des plus grands d'Europe), piscine couverte vitrée, Maison-Tour, galerie, salle de concert.
Le 28 octobre 1966, le Palais des Congrès ouvre officiellement ses portes. Il s'agit d'un complexe de grande taille, à la fois moderne et architectural[Quoi ?] qui se dresse au cœur de la ville.

### Dimension novatrice et exploitation
Bâtiment à l'architecture novatrice pour l'époque, il est utilisé pour l'hébergement d'activités sociales et de loisirs à Bienne. Outre frontière, le Palais des Congrès de Bienne est identifié pour ses caractéristiques (technique, capacité, etc). Ces dernières permettent l'organisation de congrès internationaux, ainsi que de manifestations artistiques et d'expositions.
Depuis 1966, le Palais des Congrès de Bienne est exploité pour promouvoir les activités culturelles à travers ses différentes espaces. Ce bâtiment est une construction moderne caractéristique de l’après-guerre, et reconnue par des experts du domaine ,.
Le Palais des Congrès de Bienne a été géré par une fondation jusqu'en 1982, puis par l'administration municipale (direction des écoles et direction des travaux publics). En 1998, sa gestion a été transférée à la société anonyme Congrès, Tourisme et Sport SA (CTS), propriété de la ville.
Depuis 2009, certains départements de l’administration municipale sont installés dans la Maison-Tour, notamment la Police municipale.

## Différents espaces

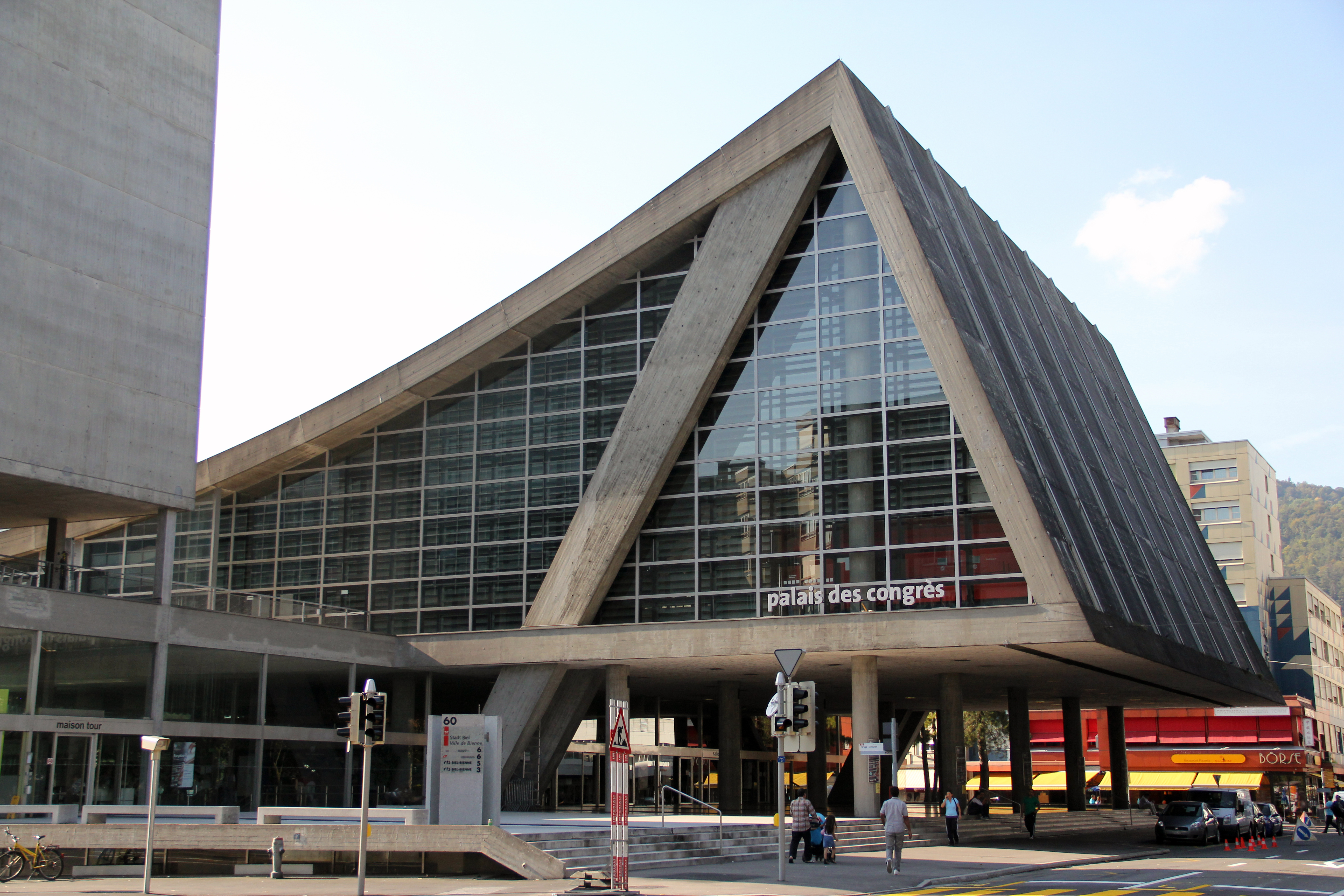
L'entrée du palais en 2011.

Le Palais des Congrès possède plusieurs espaces dominés par la maison-tour et son toit suspendu. Les principaux espaces sont : la piscine, la salle de concert, le foyer et la salle des sociétés.

### Piscine couverte
La piscine couverte se trouve sous une partie du toit suspendu et est bordée sur trois côtés par des parois en verre. Le grand bassin mesure 15 X 25 m et sa profondeur varie de 1 à 3,5 m. Le bassin d'apprentissage est séparé du grand bassin. Un hall d'entrée, des vestiaires, un sauna, des locaux pour le personnel et une laverie complètent cet espace.

### Salle de concert
La salle de concert est un espace caractéristique du bâtiment. Grâce aux grandes parois vitrées, la salle peut être éclairée naturellement des deux côtés. Des lamelles latérales permettent l'obscurcissement et sont également utiles à l'acoustique. Les installations techniques sont situées au-dessus de l'entrée de la salle et comprennent un système de traduction simultanée.

### Foyer
Le foyer, espace central -commun à toutes les pièces du Palais des Congrès- est réparti sur trois niveaux et mène à la salle de concert. Le foyer orienté vers l'est est partiellement vitré.

### Salle des sociétés
La salle des sociétés, également appelée petite salle, est un espace événementiel. Lors d'événements particuliers, la salle peut être reliée au foyer.

### La salle des conférences
La salle de conférence se trouve au deuxième sous-sol et ne dispose pas d'éclairage naturel. Initialement, la salle était utilisée pour des conférences ou des petits concerts. Au fil des années, elle a été transformée en centre de fitness.

## Dates clés
(mars 2025).
- 2 octobre 1905 : création de Saalbaugenossschaft Biel, société de construction, où chaque personne morale et/ou physique était libre d’adhérée[2]
- 1913 : grande kermesse pour célébrer le succès de ce projet, CHF 11 247,75 récoltés[6]
- 20 novembre 1919 : proposition d’un projet de construction, Casino, à côté du Musée Schwab[6]
- 1927 : la société de construction Saalbaugenossschaft Biel a doublé le capital récolté initialement en 1905[6]
- 1930 : le capital de la société augmente à CHF 38 063,75, grâce notamment à une généreuse donatrice, Madame Nadenbusch, qui offre CHF 4 250 [3]
- 1933 : Dr F.Oppliger prend la présidence de la société et constitue un comité. Il envisage de restaurer la Tonhalle[7]
- 1947 : reprise des discussions autour du projet[3]
- 1953 : présentation du premier projet de construction totale, finalement abandonné les mois suivants, faute de financement[3]
- 1956 : le Conseil de la ville rejette le projet faute de financement et d’emplacement pour un parking[3]
- 1959 : un nouveau projet voit le jour, un centre sportif et culturel, qui pourra accueillir les sociétés de la ville. Le conseil de ville approuve le projet : Palais des Congrès, piscine couverte et Maison-Tour[3]
- 1959-1966 : construction du Palais des Congrès, par l’architecte Biennois Max Schlup (de)[9]
- 28 octobre 1966 : ouverture du Palais des Congrès[3]